# 261e régiment d'infanterie
Le 261e régiment d'infanterie (261e RI) est un régiment d'infanterie de l'Armée de terre française constitué en 1914 de deux bataillons (5e et 6e bataillons), avec des cadres et les réservistes mobilisés du 61e régiment d'infanterie. Il est dissous après la Première Guerre mondiale, en 1919.

## Création et différentes dénominations
- Août 1914 : 261e régiment d'infanterie
- avril 1919 : dissolution

## Historique des garnisons, combats et batailles

### Première Guerre mondiale

#### Affectation
- 75e division d'infanterie d'août à novembre 1914
- 64e division d'infanterie de juillet 1915 à novembre 1918

Chronologie de guerre du 261e régiment d'infanterie de réserve.

#### 1914
- Formé à Privas dans les premiers jours d’août 1914, Le 261e quitte les casernes du 61e RI à Privas pour Cavaillon (Vaucluse) pour entrainement à partir du 4 aout jusqu'au 20 août. Il est transporté par voie ferroviaire de Cavaillon à Verdun à partir du 21 Août. Le Baptême du feu à lieu le 24 août à Buzy (Meurthe et Moselle) entre la Woëvre et les Hauts de Meuse. Du 25 août au 5 septembre 1914, combats à Beaumont (nord de Verdun). Du 6 au 10 septembre, combats au sud de Verdun, Meuse rive gauche autour de Souilly. Du 16 au 30 septembre, le front est repoussé sur les Hauts de Meuse,pù le 261e se bat autour de Saint Maurice sous les Côtes avant de reculer à nouveau, sur ordre et en combattant, jusqu’à la Croix sur Meuse. Du 8 novembre 1914 au 13 juin 2015 le 261e occupe, fortifie et tient le front des côtes du Bois des Merliers et Rochant, à Boureuilles (55), à 25 kilomètres à l'ouest de Verdun. Lors d'une opération désastreuse sur Petite Boureuilles, le 20 décembre 1914, la 17e compagnie du 261e est presque anéantie.

#### 1915
- Argonne à La Harazée, en juin et juillet 1915.
- Champagne, secteur de la Butte de Souain, fin 1915

#### 1916
- Flirey, Lorraine
- Verdun - Thiaumont et le ravin de la Mort en juin 1916. 1200 hommes et 28 officiers du 261 tombent à Thiaumont en moins d’une semaine.

#### 1917
- secteur de Boureilles, le Bois d’Avocourt et Vauquois au printemps et l’été 1917

#### 1918
- Mont Tomba (Vénétie)
- Somme: Amiens, Bois Senécat
- Lorraine
- Aisne et Somme
- Alsace

## Drapeau
Les noms des batailles s'inscrivent en lettres d'or sur le drapeau
- Verdun 1916
- Flandres 1918[2]